# 倒梨形尾孢虫
倒梨形尾孢虫（学名：Henneguya obpyriformis）为尾孢科尾孢虫属的动物。在中国，分布于云南等，营寄生生活，寄生在鳃（盈江条鳅、多纹条鳅）、体表、鳃弓（盈江条鳅）、肝、肾（多纹条鳅）。